# ジャック・ナンス
ジャック・ナンス（Jack Nance、1943年12月21日 - 1996年12月30日）は、アメリカ合衆国の俳優である。ジョン・ナンス（John Nance）と呼ばれることもある。本名：マーヴィン・ジョン・ナンス（Marvin John Nance）。マサチューセッツ州ボストン生まれ。

## 経歴
ダラスで育ち、サンフランシスコのAmerican Conservatory Theaterなどに参加。1970年代にデヴィッド・リンチと知り合ったジャック・ナンスは、リンチの長篇映画デビュー作となる『イレイザーヘッド』へ誘われ、主演を務めた。異様な風貌が注目され話題となり、以降リンチ作品の常連となるが『イレイザーヘッド』の印象があまりにも強すぎたため、端役での出演にとどまっている。
元妻のキャサリン・E・コウルソンとは、『ツイン・ピークス』で共演しており、キャサリンは丸太のおばさんを演じている。
ナンスは、1996年12月30日に不可解な最期を迎えている。『ロスト・ハイウェイ』の撮影を終了していたナンスは、12月29日の朝にカリフォルニア州南パサディナのドーナツ屋（Winchell's Donuts）付近で、口論となったラテン系の人物らに殴られたと主張。その日友人と共に昼食を取るが、頭痛を訴えて家に戻り、その怪我が原因で、翌日の12月30日に硬膜下血腫で命を落とした。解剖の結果、ナンスの血中アルコールレベルは非常に高かったことが分かっている。ある捜査関係者は、この喧嘩が実際にあったかどうか疑わしいとしている。ナンスは酔って自分で頭をぶつけた可能性があるとしている。

## 主な出演作
- イレイザーヘッド（1977年、Eraserhead）
- デューン/砂の惑星（1984年、Dune）
- ブルーベルベット（1986年、Blue Velvet）
- ツイン・ピークス（1990年 - 1991年、Twin Peaks）
- ワイルド・アット・ハート（1990年、Wild at Heart）
- ロスト・ハイウェイ（1997年、Lost Highway）

## 参照
1. ↑  Jack Nance on Find a Death
2. 1 2  “Premier Magazine Article: Erased - Jack Nance”. 1997. 2007年4月30日閲覧。